# Pierre-Jules Cavelier

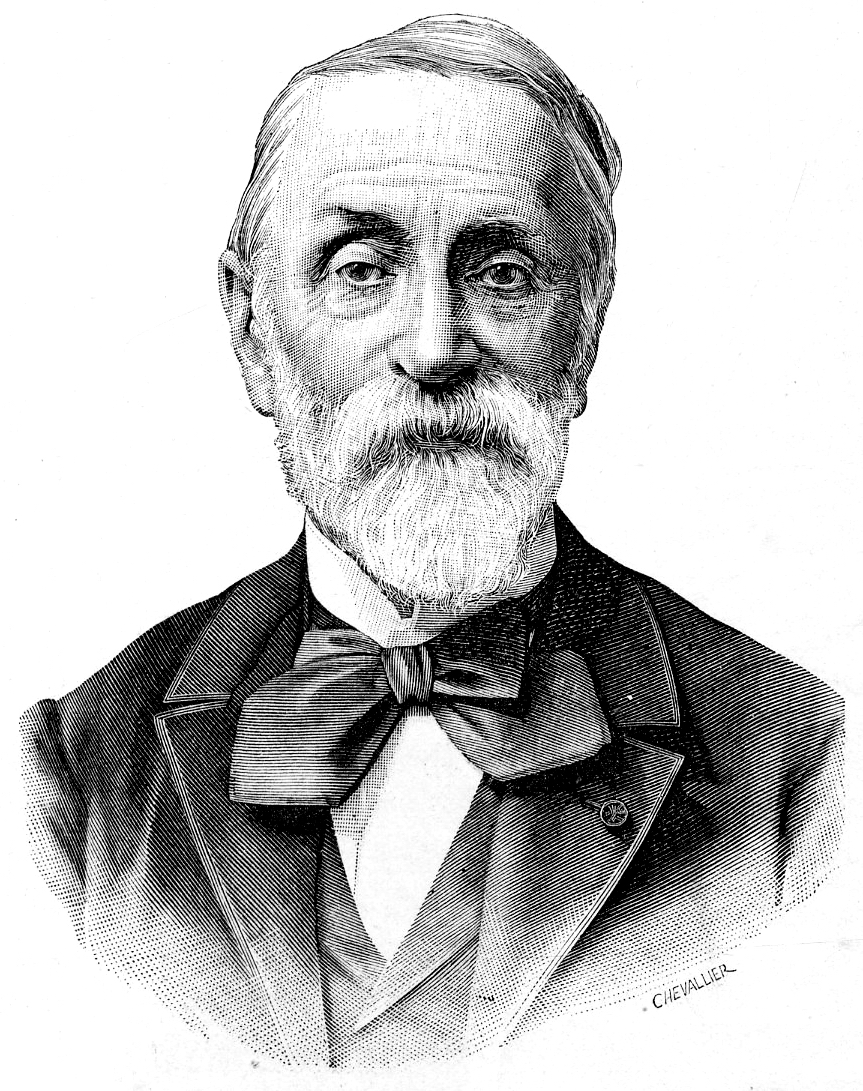
Pierre-Jules Cavelier.

Pierre-Jules Cavelier, född den 30 augusti 1814 i Paris, död där den 28 januari 1894, var en fransk skulptör.
Cavelier hörde till de för offentliga byggnader i Paris mest anlitade konstnärerna. Han utsmyckade bland annat nya operan och kyrkan Saint-Augustin med skulpturer av idealt klassisk hållning. Flera verk av Cavelier finns på Musée du Luxembourg.